# Tom Mix
Tom Mix (Thomas E. Mix) (6. januar 1880 i Mix Run, Pennsylvania – 12. oktober 1940 i Florence, Arizona), var en amerikansk skuespiller. Han var en legendarisk cowboystjerne i mere end 330 westernfilm, både i stumfilm og lydfilm. I filmene brugte han sjældent stuntmænd, hvilket bevirkede, at han ofte pådrog sig skader. Han indspillede sin sidste film i 1934 og omkom i en bilulykke i 1940.
Tom Mix optrådte i Danmark i 1939 hos Cirkus Belli.
- Annonse (1917)
- Mr. Logan, U.S.A. (1918)
- Annonse (1919)
- The Coming of the Law (1919)